# Parshall (North Dakota)
Parshall bzw. "dibiarugareesh" in der Sprache der Eingeborenen ist eine Kleinstadt mit dem Status City des Mountrail County im US-amerikanischen Bundesstaat North Dakota. Sie liegt innerhalb des Fort Berthold Indianerreservates. In Parshall befindet sich das Paul Broste Rock Museum.

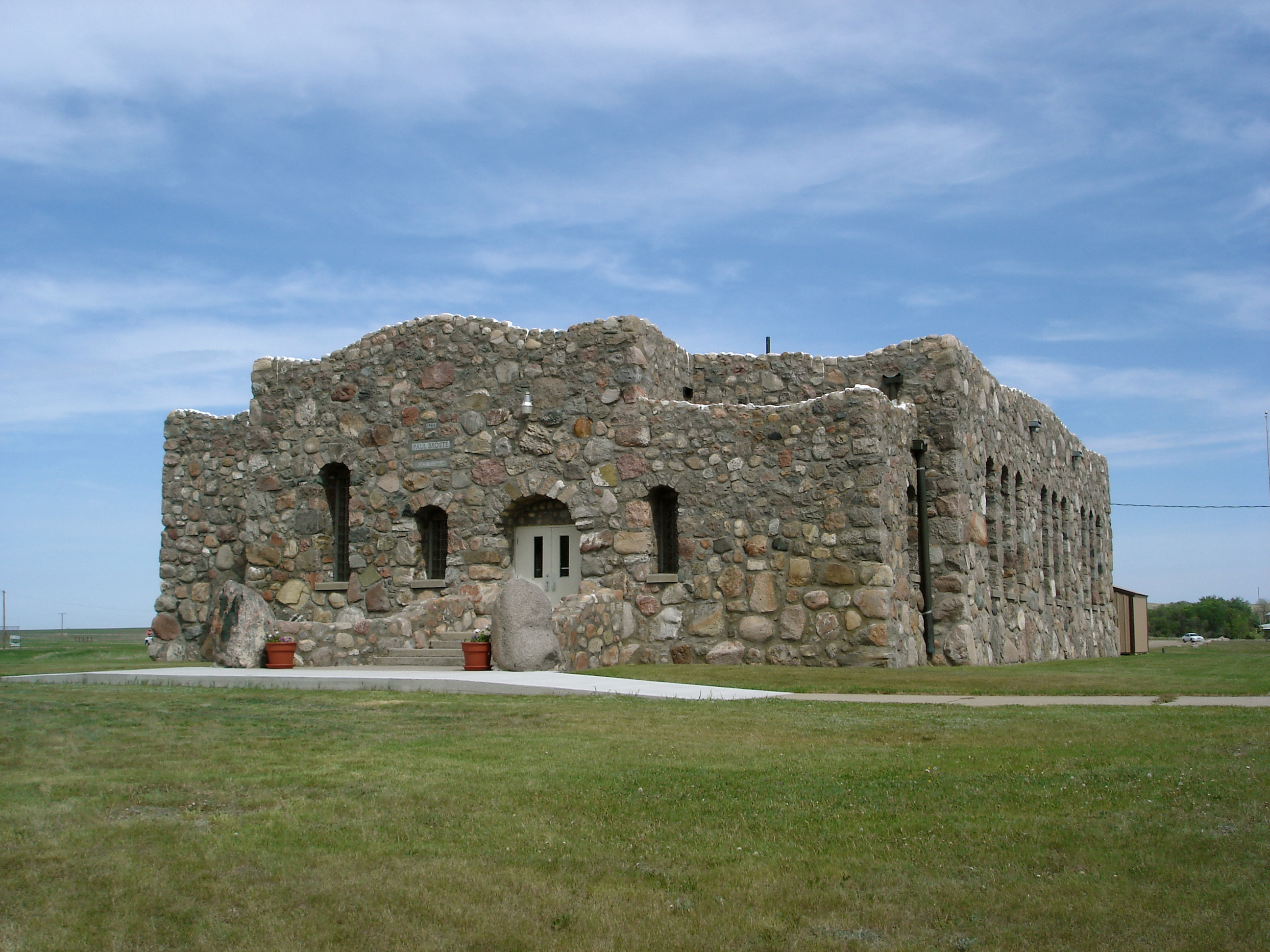
Paul Broste Rock Museum in Parshall

## Geographie
In einer Entfernung von rund 160 Kilometern befindet sich die Hauptstadt des Bundesstaates Bismarck in südöstlicher Richtung. Die Entfernung zur westlich gelegenen Stadt Williston beträgt etwa 100 Kilometer. Der Van Hook Arm des Lake Sakakawea befindet sich 10 Kilometer entfernt im Westen. Durch die Stadt führt der North Dakota Highway 1804. 90 Kilometer nördlich beginnt die kanadische Provinz Saskatchewan.

## Parshall Oil Field
Nahe der Stadt befindet sich das Parshall Oil Field über der geologisch bedeutsamen Bakken-Formation, die riesige Öl- und Gasvorräte enthält. Diese werden nach dem Hydraulic-Fracturing-Verfahren (Fracking) gewonnen und zählen in der Gegend von Parschall zu den reichhaltigsten ihrer Art in den USA. Die Gewinnung dieser Bodenschätze brachte zwar einen gewissen wirtschaftlichen und finanziellen Aufschwung für die Region, hat aber auch viele negative Auswirkungen, da der Straßenverkehr sehr stark anwuchs und Auswirkungen auf die Umwelt nicht abschätzbar sind.

## Demographie
Im Jahre 2011 wurde eine Einwohnerzahl von 910 Personen ermittelt, was eine Verringerung um 7,2 % gegenüber dem Jahr 2000 bedeutet. Das Durchschnittsalter der Bewohner lag im Jahre 2011 mit 31,6 Jahren deutlich unter dem Durchschnittswert von North Dakota, der 44,8 Jahre betrug. 57,3 % der Einwohner gehörten zu diesem Zeitpunkt verschiedenen Indianerstämmen an. In der Nähe von Parshall werden wegen des Fracking-Booms für die auf dem Parshall Oil Field beschäftigten Arbeiter so genannte „Men-camps“ errichtet, deren Bewohner aber nicht zu den Einwohnern der Stadt zählen.